# Medio Campidano (tỉnh)
Medio Campidano (tiếng Ý: Provincia del Medio Campidano, tiếng Sardegna: Provìntzia de su Campidanu de Mesu) là một tỉnh cũ ở vùng tự trị Sardinia, Ý.
Tỉnh này đã được thành lập năm 2005 từ một phần của tỉnh Cagliari. Tỉnh này có 28 đô thị, (dân số tại thời điểm ngày 30 tháng 6 năm 2005):
| Đô thị              | Dân số |
| ------------------- | ------ |
| Villacidro          | 14.614 |
| Guspini             | 12.558 |
| Serramanna          | 9.404  |
| San Gavino Monreale | 9.238  |
| Sanluri             | 8.530  |
| Gonnosfanadiga      | 6.996  |
| Arbus               | 6.859  |
| Samassi             | 5.334  |
| Serrenti            | 5.123  |
| Sardara             | 4.327  |

Bản mẫu:Sardinia